# Rechtfertigung (Theologie)
Rechtfertigung ist ein zentraler Begriff der christlichen Theologie innerhalb der Gnadenlehre.
Die Rechtfertigungslehre fragt danach, was geschehen muss, damit das Verhältnis zwischen Mensch und Gott, das durch Sünden des Menschen belastet worden ist, wieder in Ordnung kommen kann. Die jahrhundertelange Kontroverse, was eine angemessene Rechtfertigungslehre zu vermitteln habe, hatte ihren Schwerpunkt in der Zeit der Reformation und der Katholischen Reform.
Die Hauptkontrahenten von einst – die römisch-katholische Kirche und die evangelisch-lutherischen Kirchen – haben am Reformationstag 1999 ihren Streit beigelegt. Dennoch sind Teilaspekte weiterhin strittig, deren Diskussion von Nichtbeteiligten oder im Streit Unterlegenen angemahnt wird.

## Begrifflich-Historisches

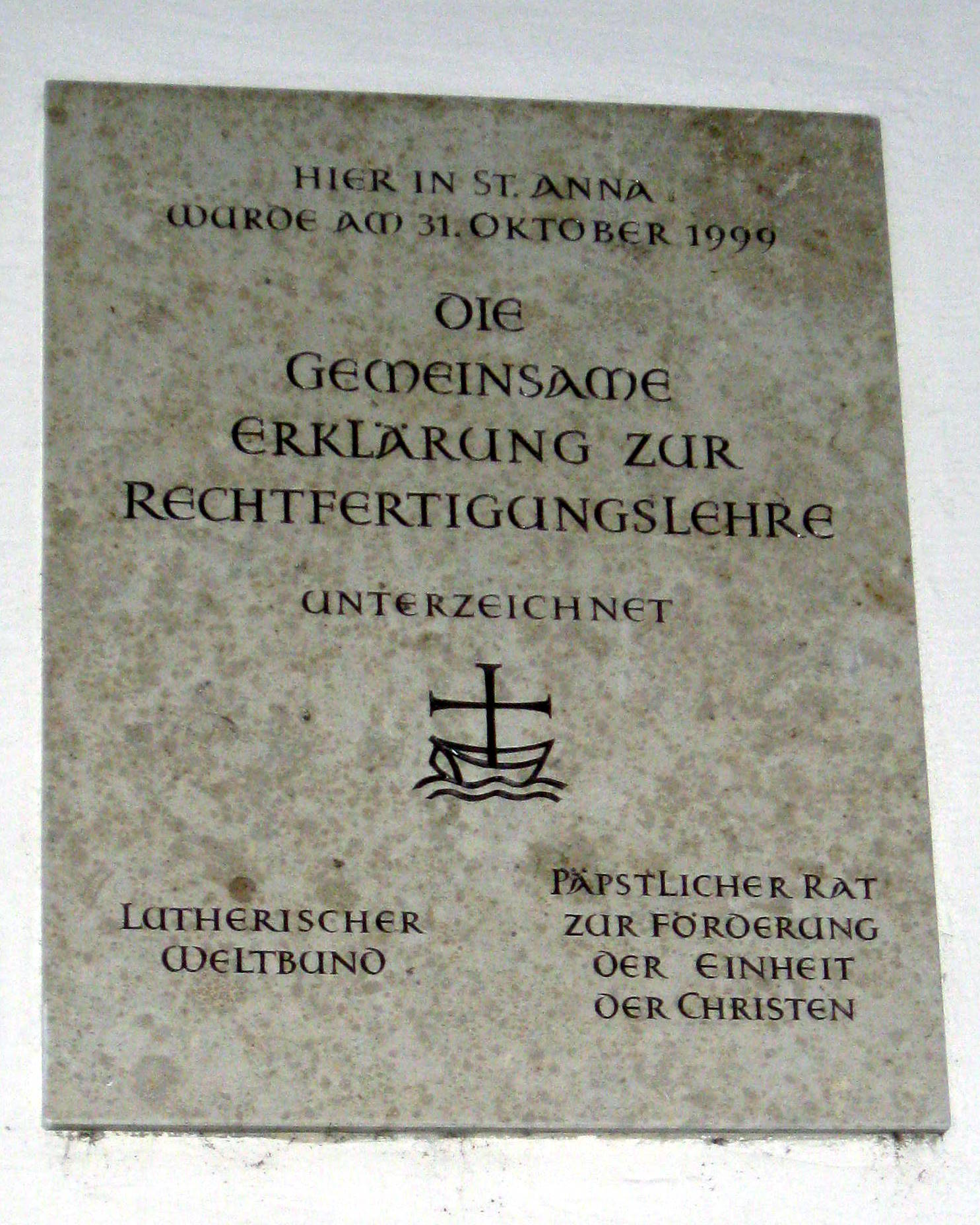
Gedenktafel an der Annakirche in Augsburg, am Ort, an dem die Gemeinsame Erklärung zur Rechtfertigungslehre unterzeichnet wurde

Das Wort Rechtfertigung ist eine Begriffsübernahme von lateinisch iustificatio und griechisch δικαίωσις (dikaíōsis).

### Altes und Neues Testament
Gerechtigkeit (hebräisch צדקה zedaqah, Gerechtigkeit als Tat; sowie צדק zedaq, als Zustand) ist ein Schlüsselwort schon des sogenannten Alten Testamentes und meint sowohl die Bundestreue Gottes wie den Bundesgehorsam der Menschen (des Bundesvolkes), die innere Einstellung wie das äußere (soziale) Verhalten.
Im Neuen Testament kommt das Substantiv nur zweimal vor (Röm 4,25  und 5,18 ). Das dazugehörige Verb δικαιοῦν (dikaioūn) wird in den Paulusbriefen öfter verwendet für Gott, der sich sein Recht verschafft, indem er die sich von ihrem Dasein entfremdeten Menschen, ohne dass diese einen Anspruch darauf haben, darin einbezieht – mit allen lebensbejahenden Folgen.
Einzelheiten der Gnadenlehre waren in allen christlichen Epochen umstritten, in der Frühzeit etwa die Frage, ob ein Christ, der nach der Taufe wieder gesündigt hat, erneut gerechtfertigt werden kann. Lösungsversuch war und ist die Buß- und Beichtpraxis.

### Rechtfertigung und Reformation
In der Zeit der Reformation wurde die Rechtfertigung, die für Martin Luther zu den unaufgebbaren Lehren der Kirche zählte, ein zentraler Streitpunkt. Seit langem bestand in der abendländischen Kirche die Situation, durch aufgeschobene Reformen unterstellte biblische Kernbotschaften zu übersehen oder den Gläubigen vorzuenthalten und sie durch eine Fülle überlieferter Richtlinien, Bräuche und Vorschriften zu ersetzen, die dahingehend zu verstehen waren, dass ein Mensch in der Lage sei, sich vor Gott durch die Erfüllung von Beichtauflagen sowie Frömmigkeitsübungen rechtfertigen zu können (Taten der Liebe, aber auch Reliquienverehrung, Ablasszahlungen oder Messen). Sehr wichtig war für Luther der Brief des Paulus an die Galater, der einen zentralen biblischen Text für die Rechtfertigungslehre darstellt. Er bezeichnet ihn sogar als „[…] mein epistelcha, der ich mir vertrawt hab. Ist mein Keth von Bor“.
In den Kirchen der Reformation wird (mit Berufung auf Paulus und die Kirchenväter) daran erinnert, dass Rechtfertigung zwar ein für den Menschen überaus dienliches Geschehen, aber komplett auf Seiten Gottes – und nicht auf der der Menschen – zu verorten sei. Von dort werde die heilvolle Wirkung allein durch Christus (solus Christus) gestiftet, entfaltet und geschenkt und sei von den Gläubigen allein durch den auf ihn vertrauenden Glauben, sola fide, nicht jedoch durch jedwedes auf Gott gerichtete Tun zu empfangen (Röm 3,28 ; 4,25 ). Der die einzig erlösende Gnade bringende Glaube wiederum werde allein durch das Wort der Christusverkündigung bewirkt, das in der Bibel grundlegend und hinreichend enthalten sei und in der Predigt aktualisiert werde (sola gratia, sola scriptura).

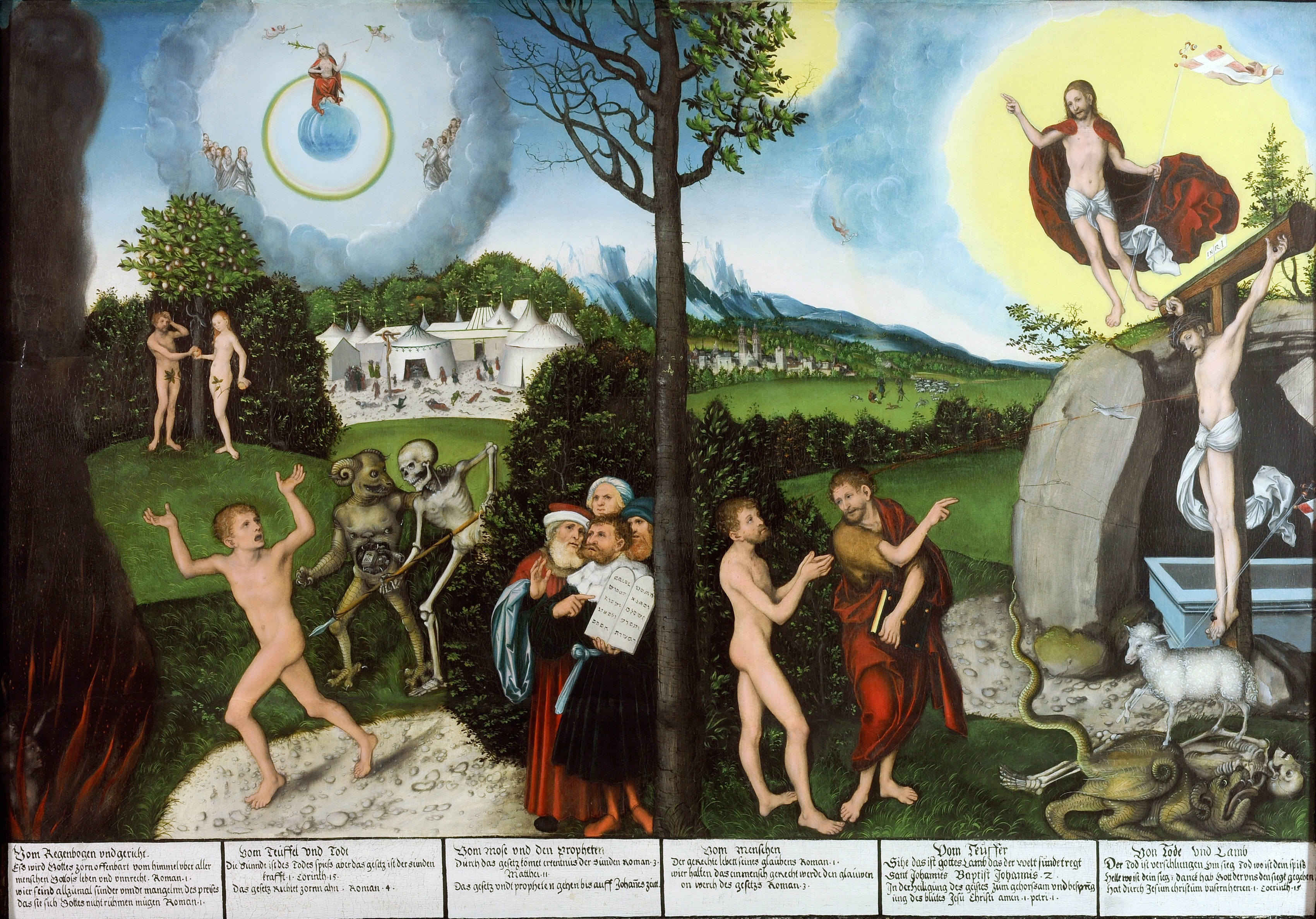
Gesetz und Gnade von Lucas Cranach dem Älteren

In der Kunst fand die lutherische Rechtfertigungslehre im Bildprogramm „Gesetz und Gnade“ ihren Niederschlag. Dieses wurde in der Wittenberger Werkstatt des Lucas Cranach des Älteren entwickelt, fand im Buchdruck und in Gemälden eine weite Verbreitung und ist auch häufig an Kanzeln und auf Altären, aber auch auf profanen Gegenständen wie Kaminsimsen oder Möbeln dargestellt. Das Bild und seine Botschaft trug damit maßgeblich zum ideologisch-theologischen Erfolg der Reformation bei.

### Ablehnung und Annäherung
Katholischerseits (Konzil von Trient) und auch von den orthodoxen Kirchen wurde Luther vorgeworfen, seine Rechtfertigung sei lediglich eine Gerechtsprechung ohne Konsequenzen, keine wirksame Gerechtmachung. Die Sakramente der Kirche aber gäben real Anteil an der „eingegossenen Gnade“ (gratia infusa).
Im nachreformatorischen Zeitalter der Konfessionalisierung wurde dieser Gegensatz stark betont, und es kam auf beiden Seiten zu Vereinseitigungen. Im Rahmen des ökumenischen Dialogs seit dem frühen 20. Jahrhundert begann dann eine Annäherung, in deren Verlauf sowohl das Anliegen der Reformation wie die Sakramente und die Bußpraxis gegenseitig gewürdigt wurden.
Höhepunkt dieser Annäherung war die Gemeinsame Erklärung zur Rechtfertigungslehre, die von römisch-katholischen und evangelisch-lutherischen Theologen erarbeitet und am 31. Oktober 1999 in Augsburg feierlich unterzeichnet wurde.
Die Beendigung des Streites blieb weder ohne Nachahmer noch ohne Nachbeben. Zahlreiche evangelisch-lutherische und römisch-katholische Theologen übten Kritik an dieser Erklärung. Einer der Wortführer war der Göttinger Dogmatiker Jörg Baur, und ein Beispiel jener Kirchen, die sich von der Erklärung distanzierten, ist die Selbständige Evangelisch-Lutherische Kirche.
Am 23. Juli 2006 indes unterzeichnete der Präsident des Weltrats methodistischer Kirchen, Sunday C. Mbang, auf einer Weltkonferenz in Seoul die Gemeinsame Erklärung zur Rechtfertigungslehre.

### Orthodoxe Kontinuität
In den Ostkirchen gibt es keinen entsprechenden griechischen Ausdruck für Rechtfertigung (die Übersetzung mit dikaiopoiia ist eine moderne Wortschöpfung), so dass dort unmediatisiert bleibt, was in den Kirchen des Westens darunter verstanden wird. Inhalte, die diese mit Rechtfertigung verbinden, tauchen bei jenen im Rahmen des Glaubens der Trinität auf.